# 압델라지즈 부테플리카
압델라지즈 부테플리카(아랍어: عبد العزيز بوتفليقة [ʕabd el-ʕaziːz buːtefliːqa], 문화어: 아브델아지즈 부떼플리까, 1937년 3월 2일~2021년 9월 17일)는 알제리의 정치인이다. 소속 정당은 국민해방전선이며, 1999년부터 2019년까지 대통령직을 역임했다.
현재 모로코에 속하는 우지다에서 태어났다. 모로코에서 성장하여 교육받은 후, 알제리 독립운동에 참여하였다. 1962년 알제리가 프랑스에서 독립한 후, 그는 부친의 고향이 포함된 선거구에서 국회의원으로 출마하여 당선되었다. 몇몇 부처의 장관을 지냈고, 당시 알제리의 유일 합법 정당이던 알제리 국민해방전선(FNL)의 간부로 일했다.
1965년 쿠데타에서 우아리 부메디엔을 지지하였고, 우아리 부메디엔 정권에서 외무장관을 지내며 비동맹 운동을 주도하고, 1974년 유엔 총회 의장을 맡는 등 활발한 대외 활동을 했다. 1978년 부메디엔이 사망한 후 정계를 떠났고, 후에 들어선 정권에서 탄압을 받아 공금횡령 혐의로 투옥되었다. 1983년에 사면된 후 외국으로 망명하였다가 1989년에 귀국했다.
1989년에 귀국한 후 알제리에 다당제가 점진적으로 도입되었으나, 그는 알제리 국민해방전선의 지도부의 일원으로 활동하였다.
1999년 리아민 제루알 국가원수가 군부의 압력으로 사임했고, 군부의 지지를 받은 부테플리카가 74%의 득표율로 대통령으로 당선되었다. 대통령 취임 후 그는 적극적인 경제 발전 정책을 취하고, 서방과의 유대관계를 강화하면서 동시에 중동 및 아프리카 국가들과의 관계에서 주도권을 잡으려 하고 있다. 2004년에는 80% 이상의 득표율로 재선되었다.
그는 알제리의 국가 수반으로는 처음으로 대한민국과 경제 분야를 중심으로 한 적극적인 관계 개선을 시도하고 있다. 2003년 북아프리카 국가의 국가 수반으로는 처음으로 대한민국을 방문하여 노무현 대통령과 정상회담을 가졌으며, 2006년에는 노무현 대통령을 국빈으로 초청하였다. 2008년에는 중국 베이징에서 이명박 대통령을 만났다.
2009년에 실시된 대통령 선거에서 90.24%의 득표율로 득표율 2위인 노동자당 후보 루이사 하눈(득표율 4.22%) 등 다른 후보 5인을 제치고 연임에 성공하였다. 2009년 4월 19일 대통령 3선 취임식을 가졌으며, 2014년 4선에 성공했다. 그러나 2019년 알제리에서 대규모로 반정부 시위가 발생하자 4월 2일 대통령직을 공식 사임하였다. 2021년 9월 17일에 지병인 뇌줄중의 악화로 인해 향년 84세를 일기로 서거했다.

## 역대 선거 결과
| 선거명      | 직책명        | 대수 | 정당         | 득표율 | 득표수       | 결과 | 당락 |
| ----------- | ------------- | ---- | ------------ | ------ | ------------ | ---- | ---- |
| 1999년 선거 | 알제리 대통령 | 7대  | 국민해방전선 | 73.76% | 7,445,045표  | 1위  |      |
| 2004년 선거 | 알제리 대통령 | 7대  | 민주국민연합 | 84.99% | 8,651,723표  | 1위  |      |
| 2009년 선거 | 알제리 대통령 | 7대  | 국민해방전선 | 90.23% | 13,019,787표 | 1위  |      |
| 2014년 선거 | 알제리 대통령 | 7대  | 국민해방전선 | 81.53% | 8,332,598표  | 1위  |      |